# Jürgen Banholzer
Jürgen Banholzer (* im 20. Jahrhundert) ist ein deutscher Organist, Countertenor und Musikwissenschaftler.

## Leben
Banholzer studierte bei Ludger Lohmann an der Hochschule für Musik und Darstellende Kunst Stuttgart zunächst Kirchenmusik, dann Orgel am Conservatoire national supérieur de musique et de danse de Lyon und Gesang an der Schola Cantorum Basiliensis.
Er erhielt Unterricht durch Michael Chance und Gérard Lesne. Banholzer ist insbesondere bekannt für seine Interpretationen von Werken Johann Sebastian Bachs und Georg Friedrich Händels sowie anderer barocker Oratorien und Kammermusikwerke.
Banholzer trat mit dem Concerto Köln, dem Freiburger Barockorchester, dem Balthasar-Neumann-Ensemble, dem Ensemble La Fenice, dem Clemencic Consort und dem Ensemble Il Seminario Musicale auf.
Banholzer studierte anschließend noch Musikwissenschaft und wurde an der Universität Mainz mit einer Studie zu Kompositionen der Liszt-Schüler Julius Reubke, Felix Draeseke und Rudolf Viole (1825–1867) promoviert.

## Einspielungen (Auswahl)
- Johann Sebastian Bach – Messe h-Moll. Mit Jürgen Banholzer (Altus) u. a., Balthasar-Neumann-Chor, Freiburger Barockorchester, Thomas Hengelbrock (Leitung). DHM, 1996.
- Reutter: Portus Felicitatis (Motets & Arias for the Pantaleon).  Monika Mauch (Sopran), Stanislava Jirků (Alt), Margit Übellacker (Pantaleon), „La Gioia Armonica“, Jürgen Banholzer (Leitung). Ramée, 2013.
- Benedetto Marcello: Conserva me Domine. Geistliche Werke von Marcello, Giovanni Battista Martini, Melchiorre Chiesa und Antonio Maria Sacchini. Terry Wey (Altus), „La Gioia armonica“, Jürgen Banholzer (Leitung). cpo, 2017.